# Seznam argentinskih pesnikov
Seznam argentinskih pesnikov.

## B
Jorge Luis Borges -

## C
Evaristo Carriego -

## E
Esteban Echeverría -

## G
Juan Gelman -

## H
José Hernández -

## L
Leopoldo Lugones -

## O
Juan L. Ortiz - 

## P
Alejandra Pizarnik - Abel Posse -

## S
Alfonsina Storni -

## U
Manuel Ugarte